# 진충 (백제)
진충(眞忠, ?~?)은 백제 고이왕 때의 대신, 재상으로 대성팔족 중의 하나인 진(眞)씨 출신 귀족으로 백제의 마지막 우보 직을 맡았다.

## 생애
240년(고이왕 7) 4월, 좌장(左將)에 임명되어 내외병마사(內外兵馬事)를 맡았다.
246년(고이왕 13) 8월, 중국 위(魏)나라의 유주자사(幽州刺史) 관구검(毌丘儉)이 낙랑태수(樂浪太守) 유무(劉茂) 및 삭방태수(朔方太守) 왕준(王遵) 등과 합력하여 고구려에 침공한 틈을 타서, 왕명을 받아 낙랑의 변경을 급습하여 군민(郡民)을 약취하였으나 후환을 두려워하여 돌려주었다.
247년(고이왕 14) 2월, 우보(右輔)에 임명되어 국가의 기무를 맡았다. 260년(고이왕 27) 좌보와 우보 직이 폐지되고 좌평이 새로이 설치되고 나서, 이듬해에 같은 진씨 출신인 진가(眞可)가 내두좌평(內頭佐平)에 임명된 사실로 미루어 볼 때 그 이전에 죽은 것으로 보인다.